# Hasti Molavian
Hasti Molavian (* 1988 in Teheran, Iran) ist eine persisch-deutsche Mezzosopranistin und Theaterschauspielerin. Seit Jahresbeginn 2021 ist sie Ensemblemitglied am Volkstheater Wien.

## Leben
Hasti Molavian studierte in Teheran Violine und spielte dort mehrere Jahre als Violinistin in verschiedenen Kammerorchestern.
Von 2007 bis 2013 studierte sie Gesang und Musiktheater bei Rachel Robins an der Folkwang Universität der Künste in Essen und absolvierte dort anschließend das Masterstudium Voice Performance. Während ihres Studiums erhielt sie das NRW-Stipendium, 2013/2014 das Deutschlandstipendium sowie Stipendien der Walter und Charlotte Hamel Stiftung Hannover. Durch Meisterkurse bei Andreas Homoki, Angelika Kirchschlager, Anja Harteros, David Freeman, Helen Donath und Olaf Bär ergänzte sie ihre Ausbildung. Erste Bühnenerfahrung sammelte sie bei Hochschulproduktionen in Rollen als Mutter Maria von der Menschwerdung in Dialogues des Carmélites, Bradamante in Alcina und Zita in Gianni Schicchi.
Bei der Ruhrtriennale sang sie 2010 in Samir Odeh-Tamimis Leila und Madschnun und 2012 in Carl Orffs Prometheus. Am Theater Hagen war sie 2013 in der Titelrolle der Angelina in Rossinis La Cenerentola zu hören. Von 2011 bis 2015 war Molavian Mitglied des Opernstudios der Oper Dortmund. Von 2015 bis 2020 war sie Ensemblemitglied am Theater Bielefeld, wo sie die Zweite Dame in Mozarts Zauberflöte, Lucilla in La scala di seta, Frugola in Il tabarro, Arsamene in Serse, Ciesca in Gianni Schicchi, Emilia in Otello, Wellgunde in Das Rheingold, Alcina in Orlando Paladino, Jakob in Gold!, Cherubino in Le nozze di Figaro und Siébel in Faust sang.
Hasti Molavian beschäftigt sich ausführlich mit zeitgenössischer Musik. So sang sie Pierrot Lunaire von Arnold Schönberg sowie Werke von Luigi Nono, Helmut Lachenmann und Steve Reich. Weiters ist sie regelmäßig Gast beim E-MEX-Ensemble für Neue Musik.
Molavian wurde 2020 von Kay Voges, dem neuen Direktor des Volkstheaters Wien für das Schauspielensemble des Volkstheaters engagiert, wo sie seit Jahresbeginn 2021 tätig ist.

## Auszeichnungen
- 2014 Preisträgerin des Internationalen Gesangswettbewerbs der Kammeroper Schloss Rheinsberg
- 2014 Semifinalistin beim Internationalen Musikwettbewerb Köln in der Kategorie Gesang
- 2018 Förderpreis des Landes Nordrhein-Westfalen für junge Künstlerinnen und Künstler in der Sparte Theater: Regie, Schauspiel, Gesang, Tanz, Bühnenbild[10]
- Förderpreis der Walter und Charlotte Hamel Stiftung Hannover